# Embalse Barahona I
El Tranque Barahona I fue un depósito de relaves de la empresa minera El Teniente que servía de depósito para los desechos de la producción del cobre desde 1919. El tranque colapsó a causa del Terremoto de Talca de 1928.
(Existe para la minería una diferencia técnica entre embalse y tranque. El embalse tiene un muro construido con materiales del lugar, se dice que se construye con empréstitos. Un tranque tiene su muro construido con el material más grueso del relave que es separado mediante un procedimiento mecánico del más fino que es arrojado a la parte aguas arriba del muro. En el lenguaje coloquial se usan ambos términos indistintamente.)

## Historia
Inicialmente, al comienzo de su producción en 1911, la compañía minera arrojó los relaves directamente en el río Coya, solo después se construyeron sucesivamente 4 depósitos para su acopio en el valle del río Coya. Por diferentes causas no fue posible continuar utilizándolos y la compañía compró terrenos en el valle del río Barahona para depositar allí los desechos. 

Croquis de la zona en que aparecen el trayecto actual de relaves, los tranques Barahona I y II y la "laguna Cauquenes".

El colapso fue el quinto ocurrido a los relaves de la empresa El Teniente, en aquel entonces propiedad de la Braden Copper Company.: 68  Su derrumbe causó la muerte de 55 personas.